# 野崎洋光
野﨑 洋光（のざき ひろみつ、1953年1月28日 - ）は、日本の日本料理人。

## 来歴
福島県石川郡古殿町に生まれる。学校法人石川高等学校卒業。武蔵野栄養専門学校を卒業。東京グランドホテル（和食部）に入社。5年の修業を経て、八芳園に移る。1980年、東京都港区西麻布のふぐ料理店「とく山」の料理長に就任。1989年、西麻布に日本料理店「分とく山」（わけとくやま）を開店し、総料理長となる。2004年、「分とく山」を南麻布に移転する。南麻布本店のほか、ホテルインターコンチネンタル東京ベイ店（2020年閉店）、飯倉片町店、伊勢丹新宿店などを展開している。
2004年のアテネオリンピックでは、長嶋茂雄監督の依頼により、野球日本代表チームの総料理長を務めた。

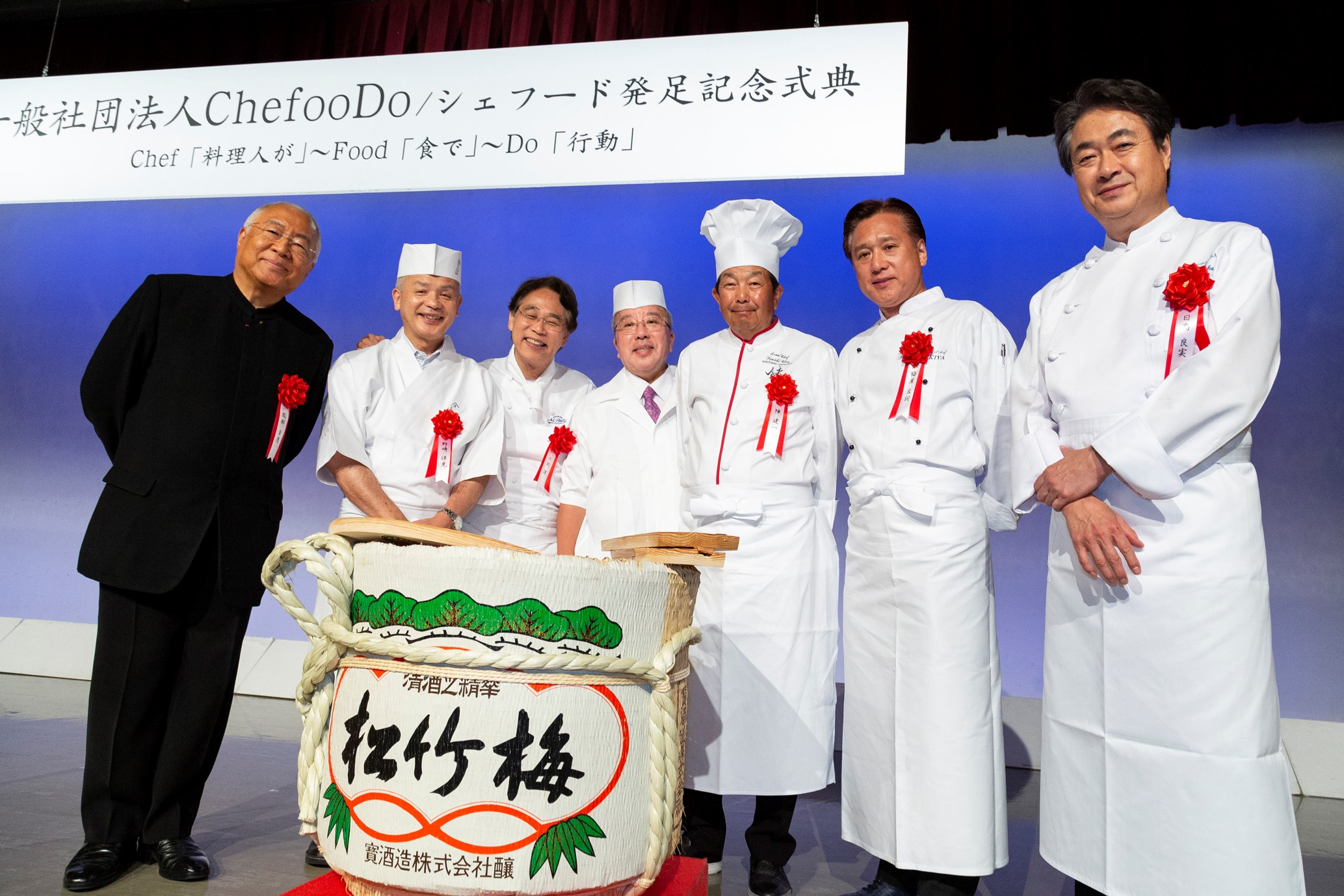
2018年8月10日、ChefooDo発足記念式典にて会長片岡護（左から3人目）、副会長田村隆（中央）、日髙良実（右端）、脇屋友詞（右から2人目）、特別顧問服部幸應（左端）、陳建一（右から3人目）と

## 著書
- 新味新鮮 魚料理（柴田書店）、1996年4月
- 「分とく山」野崎洋光が説く 美味しい方程式（文化出版局）、1997年6月
- 野菜料理 - 前菜からデザートまで（柴田書店）、1998年8月
- 野崎洋光の和食でおもてなし - こうすれば上手にできる16のコツ（光文社）、1998年10月
- 野崎洋光一汁三菜 - 美味しくて体にやさしい食事（主婦と生活社）、1998年11月
- さらに、美味しい方程式 - 「分とく山」野崎洋光が明かす（文化出版局）、1999年4月
- 野崎洋光の和食をたのしむ（同朋舎）、1999年11月
- 卵と豆腐と青菜があれば（日本放送出版協会）、1999年12月
- 和食の美味しいコツ - 分とく山 野崎洋光の味の覚え書き（講談社）、1999年12月
- 野崎洋光の秘伝・直伝・らくらく伝「和」のシンプルごはん - Essay & simple Japanese（集英社）、2000年3月
- プロの簡単ひと工夫 ご飯のおかず（小学館）、2000年3月
- 「和」のシンプルごはん（集英社）、2000年3月24日
- 野崎洋光の和食をたのしむ(続)（同朋舎）、2000年6月
- 「分とく山」野崎洋光が求める 美味しい方程式の原点（文化出版局）、2000年9月
- おいしいごはんが食べたくなったら。（柴田書店）、2001年8月
- NHKすくすくネットワーク 和の離乳食 - 本物の味を赤ちゃんから（日本放送出版協会）、2002年9月
- 「プロが教える」きほんの和食（アスキー・コミュニケーションズ）、2003年3月
- 和食の素（講談社）、2003年3月28日
- 日本料理秘伝帳 - 献立必携（柴田書店）、2003年8月
- だしのいらない日本料理（柴田書店）、2004年1月
- 名人板前 日本料理の秘伝（講談社）、2004年2月
- 「分とく山」野崎洋光のお料理教室ノート （ソニー・マガジンズ）、2004年12月
- 完全理解 日本料理の基礎技術（柴田書店）、2004年12月1日
- 料理のきほんはおにぎりから - まるごと一冊おにぎりの本（生活情報センター ）、2005年5月
- おいしい・かんたん 和食大好き!（成美堂出版）、2005年7月
- 和食の設計図（講談社）、2005年11月30日
- 分とく山野崎洋光のからだにいいおいしい話（文源庫）、2006年1月
- 素材の味を食べる（祥伝社）、2006年3月
- 野崎洋光が教える初めての料理（秀和システム）、2006年10月
- NHKすくすく子育て 和の離乳食〈Part2〉（日本放送出版協会）、2007年3月
- 野崎洋光の野菜料理帳 - 体がよろこぶ大地のうまみ（家の光協会）、2007年4月
- 野崎洋光の「お弁当の方程式」（小学館）、2007年5月
- 野崎洋光が教える分とく山のかくし味（世界文化社）、2007年5月19日
- 野崎洋光が教える「分とく山」の切り身で魚料理（世界文化社）、2008年4月18日
- 野菜のしあわせ 分とく山の和のごはん（講談社）、2008年9月12日
- 野崎洋光が教える「分とく山」のごはん料理 - 炊き込みごはんからおすしまで 春夏秋冬（世界文化社）、2008年9月20日
- 野崎洋光の圧力鍋でおいしい和食（家の光協会）、2008年12月
- 和食育二十四節気（光文社）、2008年12月4日
- 「分とく山」野崎洋光が教える 和風肉料理（世界文化社）、2009年6月1日
- 日本料理材料別献立便利帳（柴田書店）、2009年10月
- 相田みつをの心 野崎洋光の味（文化出版局）、2009年12月11日
- 酒肴 - 美・職・技（グラフィック社）、2010年3月
- 野崎洋光の一膳ごはん（家の光協会）、2010年8月27日
- 日本料理 味つけ便利帳 だし たれ 合せ調味料386（柴田書店）、2010年11月25日
- 野崎洋光のおいしい節電レシピ（東洋経済新報社）、2011年7月15日
- 野崎洋光 和のおかず決定版 - 「分とく山」の永久保存レシピ （世界文化社）、2011年9月15日
- つなげていきたい 野崎洋光の二十四節気の食（家の光協会）、2011年10月27日
- 野崎洋光のたのしい缶詰レシピ　魚介類編（東洋経済新報社）、2012年6月
- 「分とく山」の薬味・たれ・塩麹レシピ - 野崎洋光が教える 秘伝の味作り（世界文化社）、2012年10月
- 「分とく山」 野崎洋光 基本の料理（角川マガジンズ）、2012年11月
- 野崎洋光 「分とく山」の和食12ヶ月（角川マガジンズ）、2013年3月
- 野崎さんの おいしいかさ増しダイエットレシピ（柴田書店）、2013年5月
- 野崎洋光のだし革命 トマトジュースと豆乳で和食がつくれる!（東洋経済新報社）、2013年7月
- 「分とく山」野崎洋光の 一汁三菜（誠文堂新光社）、2013年8月
- 分とく山・野崎洋光の常備菜でつくる和のお弁当 - 手軽に本格派 お弁当のおかずとアイディア決定版（世界文化社 ）、2014年10月
- 野﨑さんに教わる シニアの美味しいひとり分ごはん（池田書店）、2015年5月
- 野﨑洋光の縁起食（桜雲社）、2015年6月
- 「分とく山」野崎洋光 季節を楽しむおもてなしの食卓（エンターブレイン）、2015年10月
- 日本料理 前菜と組肴（柴田書店）、2015年11月
- 和の達人野崎洋光が教える じつは知らない和食の常識（洋泉社）、2016年2月
- 野﨑洋光のやさしいだし（桜雲社）、2016年3月
- 和食のきほん、完全レシピ - 「分とく山」野﨑洋光のおいしい理由。（世界文化社）、2016年3月
- 野﨑洋光のポジティブ和食（桜雲社）、2016年5月
- 野﨑洋光が考える 美味しい法則 (2016年)
- 料理上手になる食材のきほん（世界文化社）、2017年2月
- 作りおきで便利、「分とく山」のかくし味 野﨑洋光が教える、ずっと使える薬味とたれ（世界文化社）、2017年3月
- 『「分とく山」野﨑洋光 なぜ？からはじめる かんたん和食』ぴあ、2018年8月
- 『日本一簡単なのには訳がある 野崎洋光 基本の料理』KADOKAWA、2018年9月
- 『極めつきの「美味しい方程式」 「分とく山」野﨑洋光がおくる』文化出版局、2018年10月
- 『おいしく食べる 食材の手帖』池田書店、2019年2月
- 『おいしいごはんの勘どころ』学研プラス、2019年5月

## 共著・その他
- 『魚調理の「こつ」 - おいしさを科学する』、柴田書店、1986年10月（との共著）
- 『図解・魚のさばきかた』、柴田書店、1989年1月（成瀬宇平、西ノ宮信一との共著）
- 『プロが教える新・おかず』、柴田書店、1998年7月（熊谷喜八、山本豊、中村勝宏、室井克義との共著）
- 『手づくりを楽しむ「すし」の本』、柴田書店、1999年9月（成瀬宇平、柳原雅彦、川上恵子との共著）
- 『俵万智と野崎洋光のゆっくり、朝ごはん。』、廣済堂出版、2001年9月（俵万智との共著）
- 『絶品土鍋ごはんの炊き方 - 野崎洋光さんがプロの技を指南』生活情報センター、増補新訂版2004年12月（小西雅子著）
- 『うまさのサイエンス - 和食の味が変わる! 』日本放送出版協会、2006年5月（野崎洋光料理、山口米子監修）
- 『調理法から考える和食上達のコツ』日本放送出版協会、2007年2月（野崎洋光料理、山口米子監修）
- 『野崎洋光のおいしさの秘密 - 料理人の技と調理学の理論で知る』女子栄養大学出版部、2007年10月（松本仲子との共著）
- 『一流料理長の和食宝典 - 私たちへ300レシピの贈り物』世界文化社、2008年6月
- 『イチバン親切な包丁の教科書 - 魚介から野菜、肉、飾り切りまで、豊富な手順写真で失敗ナシ!』新星出版社、 2009年4月（野崎洋光監修）
- 『Japanese Kitchen Knives: Essential Techniques and Recipes』講談社インターナショナル、2009年4月
- 『池波正太郎の江戸料理を食べる』 朝日新聞出版、2012年3月（重金敦之との共著）
- 『免疫を整えるレシピ - 「分とく山」花板が挑む体にいいごはん』創英社、2012年5月（高橋弘監修）
- 『日本の食卓 秋: 今だから伝えたい旬の献立帖』アスペクト、2012年9月（幕内秀夫との共著）
- 『日本の食卓 冬: 今だから伝えたい旬の献立帖』アスペクト、2012年12月（幕内秀夫との共著）
- 『日本の食卓 春: 今だから伝えたい旬の献立帖』アスペクト、2013年4月（幕内秀夫との共著）
- 『日本の食卓 夏: 今だから伝えたい旬の献立帖』アスペクト、2013年7月（幕内秀夫との共著）
- 『和食のABC教えます - NHK「きょうの料理ビギナーズ」ハンドブック』NHK出版、2013年11月（高木ハツ江著、野崎洋光監修）
- 『47都道府県・汁物百科』丸善出版、2015年6月（成瀬宇平との共著）
- 『新装版 包丁の教科書』新星出版社、2016年4月（野崎洋光監修）
- 『やさい割烹 - 日本料理の「野菜が8割」テクニック』柴田書店、2016年9月（江崎新太郎、堀内誠との共著）
- 『簡単だから毎日作れるシニアごはん』世界文化社、2016年12月（ヨネスケとの共著）
- 『野﨑洋光 春夏秋冬の献立帳 - 「分とく山」の永久保存レシピ』世界文化社、2017年11月（幕内秀夫との共著）
- 『レタスクラブ読者が選んだ「野崎洋光さんの大絶賛!和おかず」がギュッと一冊に! - くり返し作りたいベストシリーズ Special』KADOKAWA、2019年3月
- 『巨匠直伝! 究極の缶詰レシピ』NHK出版、2019年10月

## 主な出演番組
- きょうの料理ビギナーズ
- まいにちスクスク
- 新・男の食彩
- 池波正太郎の江戸料理帳
- プレバト!!